# بوزوم
بوزوم (به لاتین: Bozoum) یک شهر در جمهوری آفریقای مرکزی است که در Ouham-Pendé واقع شده‌است.

## خصوصیات
بوزوم  ۲۲٬۲۸۴ نفر جمعیت دارد و ۶۶۰ متر بالاتر از سطح دریا واقع شده‌است.